# Ben Easter
Benjamin "Ben" Easter, född 1 maj 1979 i Denver i Colorado, är en amerikansk skådespelare och fotograf. Han var under den första tiden i sin karriär bland annat motspelare till tvillingarna Mary-Kate och Ashley Olsen, och medverkade tillsammans med dem i filmen Tvillingarnas äventyr på Bahamas och TV-serien So Little Time. Han har efter detta medverkat i andra produktioner inom film och TV, såsom Pearl Harbor, Zenon: Z3 och I'll Always Know What You Did Last Summer.

## Filmografi (i urval)

### Film
| År   | Film                                      | Roll          | Andra noter |
| ---- | ----------------------------------------- | ------------- | ----------- |
| 2001 | Tvillingarnas äventyr på Bahamas          | Jordan        |             |
| 2001 | Pearl Harbor                              | Sjöman        |             |
| 2003 | The Challenge                             | Sig själv     |             |
| 2004 | Zenon: Z3                                 | Sage Borealis |             |
| 2006 | I'll Always Know What You Did Last Summer | Lance         |             |
| 2011 | Husk                                      | Johnny        |             |

### TV
| År   | Titel          | Roll           | Andra noter                  |
| ---- | -------------- | -------------- | ---------------------------- |
| 1999 | Undressed      | Carl           | 1 avsnitt                    |
| 2002 | So Little Time | Lennon Kincaid | Återkommande roll, 7 avsnitt |
| 2003 | Boston Public  | Jason Dunphy   | 2 avsnitt                    |

## External links
- Ben Easter på Internet Movie Database (engelska)
- Ben Easter Photography (officiell webbplats)